# Sender Burgbernheim
Auf dem 500 Meter hohen Breithart, in der Nähe des Burgbernheimer Gemeindeteil Wildbad, betreibt die Deutsche Telekom AG den 118 Meter hohen Sender Burgbernheim (auch als Funkübertragungsstelle Burgbernheim 2 bezeichnet) für UKW, Mobilfunk und Richtfunk.
Als Antennenträger kommt ein Betonträgeraufsatz mit einem Stahlrohrträger zum Einsatz. Die Schaftlänge des Senders beträgt 93 Meter. In 80 m Höhe befindet sich das Betriebsgeschoss. Auf 74 m, 85 m und 91 m Höhe besitzt der Turm Plattformen für Mobilfunk- und Richtfunkantennen. Am aufgesetzten Stahlrohrmast befinden sich die Antennen für die UKW-Abstrahlung. Ebenfalls an diesem Stahlrohrmast, in 119 m Höhe, ist eine Rundstrahlantenne für den Pagerdienst installiert.
Bis zur Umstellung auf DVB-T am 25. November 2008 wurde das analoge Fernsehen auf den Kanälen 21 (ZDF, 1 kW) und 40 (Bayerisches Fernsehen, 1 kW) ausgestrahlt.
Vom fünf Kilometer entfernten Sender Büttelberg werden die UKW-Programme des Bayerischen Rundfunks und DVB-T ausgestrahlt.

## Frequenzen und Programme

### Analoges Radio (UKW)
Beim Antennendiagramm sind im Falle gerichteter Strahlung die Hauptstrahlrichtungen in Grad angegeben. In UKW werden folgende Programme ausgestrahlt:
| Frequenz (in MHz) | Programm               | RDS PS   | RDS PI | Regionalisierung | ERP (in kW) | Antennendiagramm rund (ND)/gerichtet (D) | Polarisation horizontal (H)/vertikal (V) |
| ----------------- | ---------------------- | -------- | ------ | ---------------- | ----------- | ---------------------------------------- | ---------------------------------------- |
| 94,3              | Deutschlandfunk Kultur | Dlf_Kult | D220   | -                | 0,32        | D (60°–200°, 230°–340°)                  | H                                        |
| 100,8             | Radio 8                | RADIO_8_ | D41E   | -                | 0,1         | ND                                       | H                                        |
| 101,5             | Antenne Bayern         | ANTENNE_ | D318   | -                | 25          | ND                                       | H                                        |
| 106,3             | Deutschlandfunk        | __Dlf___ | D210   | -                | 0,2         | D (60°–200°, 230°–340°)                  | H                                        |